# Новоселки (Рыбинский район)
Новосёлки — деревня Октябрьского сельского округа в Октябрьском сельском поселении Рыбинского района Ярославской области.
Деревня расположена на южной окраине посёлка Песочное, с восточной стороны короткой боковой дороги, ведущей от дороги Р151 Ярославль—Рыбинск к этому посёлку. С востока к Новосёлкам примыкает деревня Тамонки. Деревня стоит на склоне возвышенности, спускающейся к берегу Волги, к Песочному .
На 1 января 2007 года в деревне числилось 16 постоянных жителей . Почтовое отделение посёлка Песочное обслуживает в деревне 17 домов.